# Povratak Filipa Latinovicza
Povratak Filipa Latinovicza je roman Miroslava Krleže objavljen 1932. godine; smatra se prvim cjelovitim modernim romanom u hrvatskoj književnosti. Po strukturi je složen, iako bez klasične kompozicije i razgranate fabule. 

## Radnja i značajke romana
Iako pokriva vrijeme između 1920. i 1930., sama radnja se odvija u nekoliko mjeseci. Počinje povratkom slikara Filipa Latinovicza u rodni Kaptol (Svitalo je kada je Filip stigao na kaptolski kolodvor) nakon 23-godišnjeg izbivanja. Roman istražuje složenu psihologiju, emocije i komplekse protagonista, intelektualca bez čvrste životne podloge, koji ne osjeća pripadnost ni domovini ni svom zavičaju ni svojoj obitelji. Njegov odnos s majkom Reginom je složen. Muči ga pitanje vlastitog podrijetla (majka mu nije rekla tko mu je otac). U djetinjstvu je prema njemu bila hladna, a kao gimnazijalca ga je izbacila iz kuće nakon što joj je ukrao novac te "tri dana i tri noći lumpao sa javnim ženama i kelnericama". Kada se kao izgubljeni sin vratio kući, našao je zaključana vrata, što je sudbinski odredilo njegov život. Jaz između Filipa i Regine se ne smanjuje ni nakon njegovog povratka kući kao odraslog čovjeka.
Među istaknutijim temama romana je umjetnost. Pojedini dijelovi romana ispisani su kao eseji o umjetnosti i slikarstvu. Kompozicija nema klasičnu formu uvod-zaplet-rasplet, a događaji nisu prikazani kronološkim redom. Pripovijedanje se oslanja na tehniku asocijacije i retrospekcije (sjećanje na prošlost). Jednim dijelom, radi se i o romanu-eseju jer su čitavi fragmenti teksta eseji o umjetnosti i slikarstvu.
Roman se u više elemenata poklapa s vodećim modernističkim romanima svjetske književnosti toga vremena. Po nekim ocjenama doveo je hrvatsku prozu u "simultanu poziciju". Referentne točke su "U traganju za izgubljenim vremenom" (Marcel Proust, Francuska, 1913-1928), Uliks (James Joyce, 1922.), Krik i bijes (William Faulkner, SAD, 1929.), Svjetlost u kolovozu (Wiliam Faulkner, SAD, 1932.), Začarani brijeg (Thomas Mann, 1929.).

## Likovi
- Filip Latinovicz, slikar
- Regina, Filipova majka
- Ksenija Radajeva (Bobočka)
- Vladimir Baločanski
- Dr. Silvije Liepach
- Sergej Kirilovič Kyriales